# Elizabeth Montgomery
Pour les articles homonymes, voir Montgomery.
 (octobre 2021).
Si vous disposez d'ouvrages ou d'articles de référence ou si vous connaissez des sites web de qualité traitant du thème abordé ici, merci de compléter l'article en donnant les références utiles à sa vérifiabilité et en les liant à la section « Notes et références ».
Elizabeth Montgomery, née le 15 avril 1933 à Los Angeles (Californie) et morte le 18 mai 1995 à Beverly Hills (Californie), est une actrice de télévision et de cinéma américaine.
Principalement active à la télévision, elle commence sa carrière en 1951 et connaît un succès international en interprétant le rôle de Samantha dans la série télévisée Ma sorcière bien-aimée (Bewitched), entre 1964 et 1972.
Elizabeth Montgomery a également joué dans plusieurs films et téléfilms, tels que Condamné au silence, Mercredi soir, 9 heures..., La Revanche du Sicilien, La Légende de Lizzie Borden, Meurtre au crépuscule ou encore Meurtres en série.

## Biographie

### Naissance dans une famille de stars
Le grand-père paternel d'Elizabeth Montgomery, Archibald Montgomery, né à Belfast (Irlande du Nord), a émigré aux États-Unis en 1849. Elizabeth Montgomery est la fille de l’acteur Robert Montgomery et de l’actrice de théâtre et de cinéma Elizabeth Bryan Allen (en), née au Kentucky et descendante d'une famille d'origine écossaise.
Enfants privilégiés, Elizabeth et son petit frère Robert passent une enfance et une adolescence heureuses, bénéficiant de tout le confort matériel de la classe aisée : voyages, leçons d'équitation et fréquentation de célébrités. Elizabeth fait ses études à la Westlake School for Girls (aujourd'hui la Harvard-Westlake School (en)), un établissement privé de la Californie du Sud.
Jugée timide par son entourage, elle développe une passion pour l'art dramatique et commence à jouer dès son jeune âge, en dépit d'un père qui tente de la décourager. Pour s'opposer à lui, elle s'installe à New York, fréquente la Spence School (en) et, après l'obtention d'un diplôme, elle étudie à l'American Academy of Dramatic Arts pendant trois ans.

### Débuts à la télévision, au théâtre et au cinéma
Faisant amende honorable, le père d'Elizabeth Montgomery donne à sa fille la chance de connaître sa toute première prestation, grâce à son émission de télévision le Robert Montgomery Presents (en). Elizabeth a 19 ans. Elle apparaîtra plus de trente fois dans cette série d'anthologie, entre 1951 et 1956. L'actrice dira souvent « J’ai toujours été un bébé de la télévision ». De fait, au cours des années 1950, elle apparaît à de nombreuses reprises dans des épisodes de séries d'anthologie Armstrong Circle Theatre (2 épisodes), Kraft Television Theatre (en) (7 épisodes), Appointment with Adventure (2 épisodes) et Studio One (3 épisodes).
En octobre 1953, elle fait ses débuts à Broadway dans la pièce Late Love de Rosemary Casey. La pièce est un succès, et son interprétation de Janet Colby vaut à Elizabeth Montgomery un Theatre World Award. Elle épouse le réalisateur de télévision Frederic Camman mais ce mariage, à la différence de sa carrière, ne dure pas.

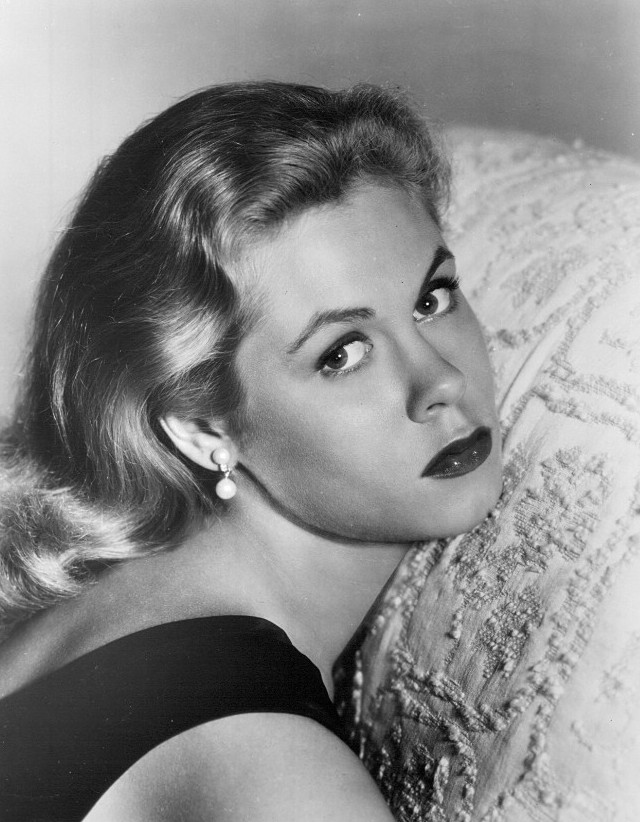
Elizabeth Montgomery en 1959.

En 1955, elle obtient son premier rôle au cinéma dans Condamné au silence (The Court-Martial of Billy Mitchell) du réalisateur Otto Preminger, aux côtés de Gary Cooper. En 1956, elle rencontre l'acteur Gig Young, son aîné de vingt ans. Ils se marient, mais leur relation connaît des difficultés.
En 1963, elle tourne encore au cinéma dans La Revanche du Sicilien (Johnny Cool) avec Telly Savalas, Henry Silva et Sammy Davis Jr.. Le film est réalisé par William Asher, un homme énergique qui est sensible au charme de la jeune actrice. Les deux tombent amoureux. Elle divorce rapidement — au Mexique — de Gig Young pour épouser Asher. De leur union naîtront trois enfants : William Junior, Robert et Rebecca.
L'actrice tourne aussi dans Mercredi soir, 9 heures... (Who's Been Sleeping in My Bed?, 1963) aux côtés de Dean Martin et de son amie Carol Burnett. Elle reste toutefois très fidèle à la télévision en participant à plusieurs séries populaires, dont Alfred Hitchcock Presents (1958), Thriller : Masquerade (1961), La Quatrième Dimension (épisode Deux avec Charles Bronson, 1961) et Les Incorruptibles (The Untouchables, 1961) avec Robert Stack, où son interprétation de la prostituée Rusty Heller dans l'épisode « The Rusty Heller Story » (saison 2, épisode 1) lui vaut d'être nommée pour l'Emmy Award de la meilleure actrice dans une mini-série ou un téléfilm.

### Ma sorcière bien-aimée(1964-1972)

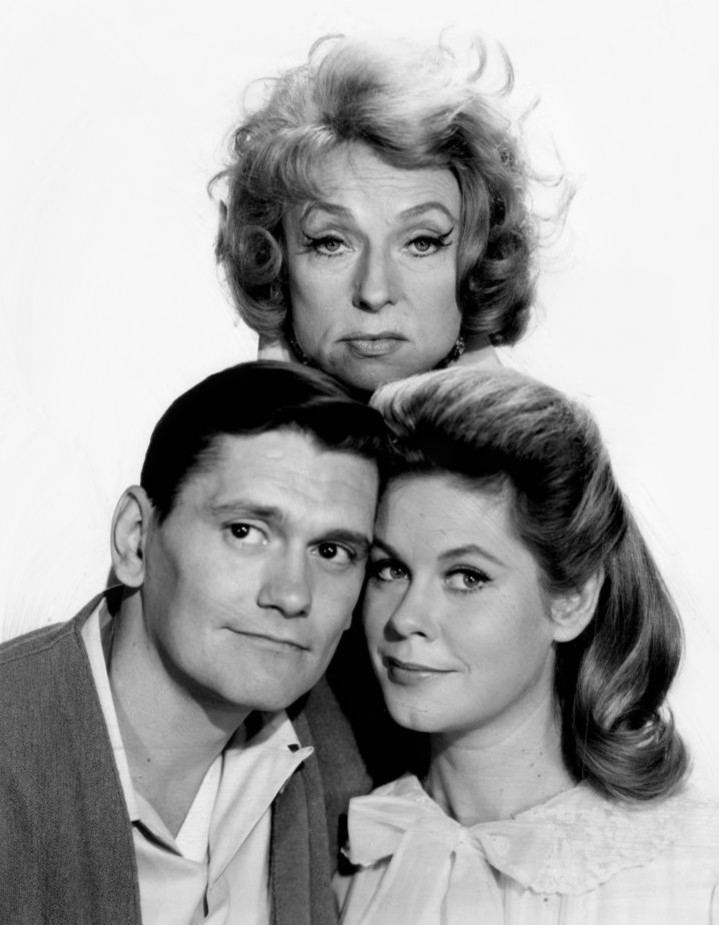
Photo promotionnelle d'Elizabeth Montgomery en compagnie de Dick York et Agnes Moorehead pour la série Ma sorcière bien-aimée.

Avec son mari, le réalisateur William Asher, Elizabeth Montgomery rencontre les dirigeants de Columbia Pictures pour leur soumettre le projet d'une série télévisée à laquelle ils pourraient travailler. Mais ils se voient plutôt offrir par le producteur William Dozier une série en développement, pour laquelle Dozier cherche la comédienne principale. Les Asher ne tardent pas à accepter. Le réseau ABC décide de s'associer aux studios Screen Gems, branche pour la télévision de Columbia Pictures, et le tournage du pilote de la future série télévisée Ma sorcière bien-aimée (Bewitched) commence en 1963. Accepté par le réseau, une première saison est commandée. Lorsque le premier épisode est présenté en septembre 1964, il obtient une cote d'écoute fracassante et devient le plus gros succès de l'histoire du réseau ABC. La série ne prend fin que huit ans plus tard, au printemps 1972. Les Asher divorcent en 1974.
Dans Ma sorcière bien-aimée, Elizabeth Montgomery interprète le rôle de Samantha (« Sam »), une gentille sorcière qui remue son nez pour accomplir ses tours de sorcellerie. Elle est mariée à un mortel, à la grande déception de sa mère Endora, qui jettera sur le pauvre Jean-Pierre (« Darrin » dans la version originale) de nombreux sorts. La voisine de Samantha, Madame Kravitz, ne fait que l'espionner et tente de convaincre son mari Albert (« Abner » dans la version originale) que sa voisine est des plus étranges. Sam a aussi une très gentille tante, Clara, une sorcière très âgée qui n'a plus toute sa tête ni ses pleins pouvoirs, et qui ne cesse de faire des gaffes.

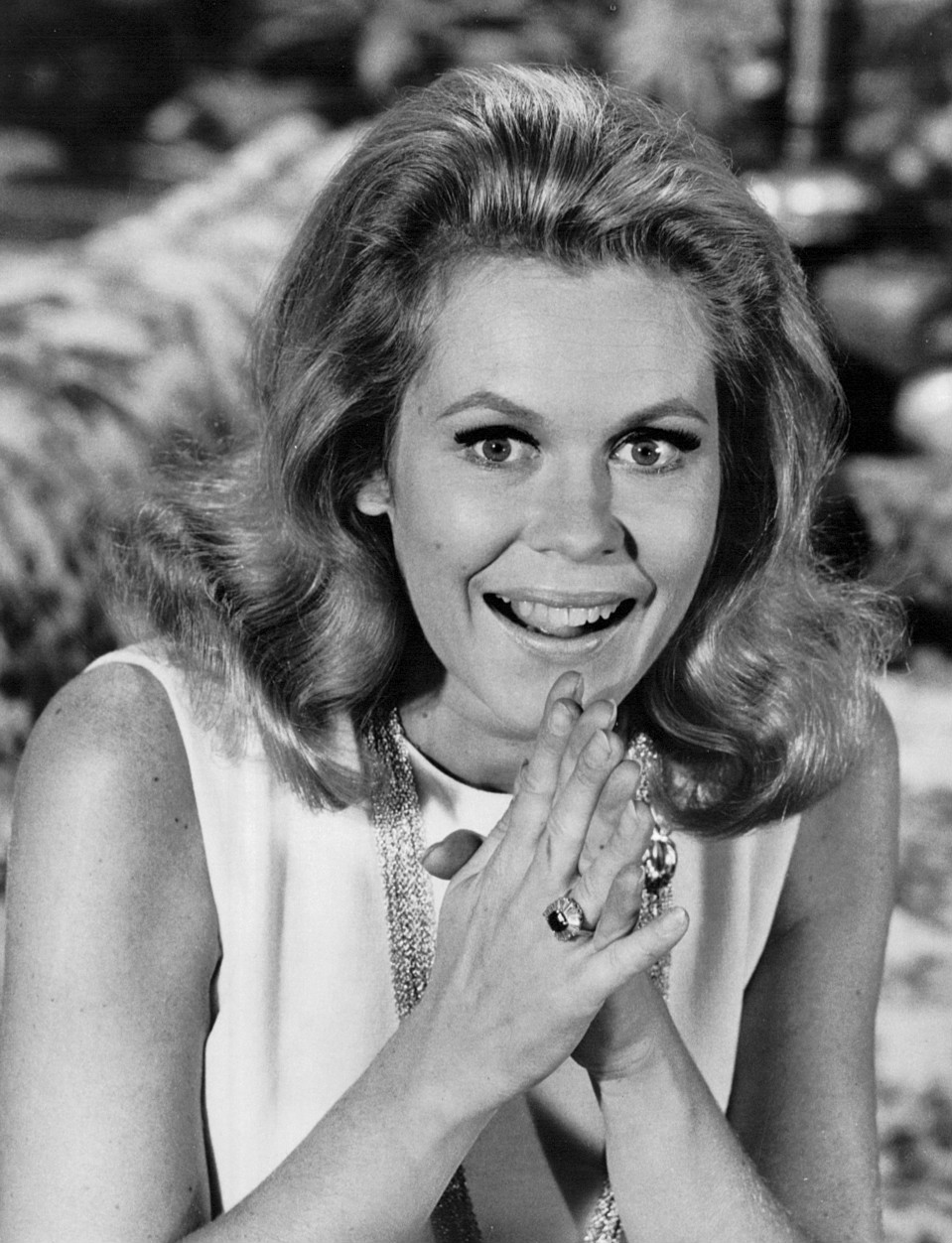
Elizabeth Montgomery dans la série.

Cette série sitcom devient une véritable série culte. Pour son rôle, Elizabeth Montgomery est nommée cinq fois de suite à l'Emmy Award de la meilleure actrice dans une série télévisée comique, entre 1965 et 1970, ainsi qu'à quatre Golden Globes en 1964, 1966, 1968 et 1970. Les autres acteurs et artisans du succès le seront aussi à plusieurs reprises, notamment Dick York (Jean-Pierre), Agnes Moorehead (Endora). Alice Pearce (Gladys Kravitz), Marion Lorne (tante Clara) et le réalisateur William Asher qui remportent des Emmy Awards. Succès planétaire, Ma sorcière bien-aimée fait d'Elizabeth Montgomery l'une des actrices les plus populaires des années 1960.
À partir de 1966, elle interprète deux rôles dans la série : celui de Samantha et celui de Serena (sa brunette cousine jumelle), elle-même sorcière.
À la fin de la 5e saison, Dick York doit être remplacé : il abandonne définitivement le métier à cause de fortes douleurs dorsales, consécutives à une blessure. Les Asher pensent aussi arrêter, mais le réseau ABC les persuade de prolonger la série en les associant à la supervision et à la production. À partir de la 6e saison, Dick Sargent reprend le rôle de Jean-Pierre. La série avait déjà connu d'autres remplacements : Irene Vernon, interprète de Louise Tate, la femme du patron de Jean-Pierre, l'hypocrite Alfred (David White), se fait remplacer à partir de la 3e saison par Kasey Rogers ; Alice Pearce qui joue Charlotte Kravitz meurt d'un cancer en 1966 et est remplacée par Sandra Gould à partir de la 3e saison.

### Poursuite à la télévision

#### Années 1970
En 1972, après la fin de cette populaire et longue série, Elizabeth Montgomery change de registre et tente de faire oublier Samantha. Elle s'intéresse à des rôles dramatiques dans des téléfilms, et en tourne au moins un par an. Elle débute avec le suspense Qui a tué Susan ? (The Victim, 1972). Après son divorce d'avec William Asher, elle entretient une relation avec l'acteur Robert Foxworth qu'elle rencontre en 1973 lors du tournage du téléfilm Marquée par le destin (Mrs. Sundance).
En 1974, elle renoue avec le succès dans le premier téléfilm de la télévision américain à traiter du viol, Une affaire de viol (A Case of Rape (en)), pour lequel elle est nommée une septième fois pour un Emmy Award. Le téléfilm choque plusieurs téléspectateurs et a un réel impact sur la société américaine, en contribuant à faire tomber quelques préjugés sur ce sujet encore tabou au milieu des années 1970.
L'année suivante, elle poursuit sur sa lancée dramatique avec La Légende de Lizzie Borden (The Legend of Lizzie Borden), d'après une histoire vraie. Elle y interprète Lizzie Borden (et elle obtiendra une huitième nomination aux Emmy Awards), une femme froide et sinistre accusée en 1892, à tort ou à raison, d'avoir assassiné sauvagement ses parents à coups de hache. Le cas de Lize Borden, déjà reconnue aux États-Unis comme un personnage noir de la collectivité et élevé au niveau du mythe, attire une large audience. Le téléfilm obtient un vif succès. La critique dans la presse souligne la mise en scène sobre, la photographie soignée et le jeu d'Elizabeth Montgomery, retenu et efficace. Fritz Weaver, Katherine Helmond et Fionnula Flanagan complètent la distribution de cette production.
Elle poursuit sa carrière avec le remake de Dark Victory (1976) avec Anthony Hopkins (rôle pour lequel elle est nommée une neuvième fois aux Emmy), A Killing Affair (1977) aux côtés de O. J. Simpson et The Awakening Land (en) (1978), une mini-série de huit heures pour laquelle elle obtient sa dixième et dernière nomination aux Emmy, qui lui aura toujours échappé. Elle tourne aussi dans Violence dans la ville (Act of Violence) et Jennifer: A Woman Story, tous deux en 1979.
Au tournant des années 1980, il est question de relancer la série Ma sorcière bien-aimée, ne serait-ce que pour une émission de retrouvailles, mais Elizabeth Montgomery ne veut pas en entendre parler.

#### Années 1980
Durant les années 1980, Elizabeth Montgomery tourne dans les téléfilms Belle Star (1980), La vie est un cirque (When the Circus Came to Town, 1981) avec Christopher Plummer et Eileen Brennan, The Rules of Marriage (1982]) avec Elliott Gould, Pièces à conviction (Missing Pieces, 1983) et Emma (Second Sight, 1984), qui s'enchaînent avec le même succès.
En 1985, elle interprète  l'abominable infirmière en chef d'une pension pour personnes âgées qui assassine les résidents dans Meurtre au crépuscule (Amos). Le téléfilm, où jouent plusieurs comédiens chevronnés dont Kirk Douglas, Dorothy McGuire et Pat Morita, obtient un gros succès. Elle tourne à nouveau avec Dorothy McGuire l'année suivante dans Between the Darkness and the Dawn.
Deux ans plus tard, elle se lance dans la narration de divers documentaires, dont Coverup: Behind the Iran-Contra Affair (1988) et The Panama Deception (1992), ce dernier gagnant l'Oscar du meilleur documentaire en 1993.

#### Années 1990
Durant les années 1990, Elizabeth Montgomery prend des positions sociales importantes, comme la défense des droits des femmes, des droits des gays et des lesbiennes et des minorités ethniques. Elle milite activement contre les préjugés entourant le sida. Elle ira même jusqu'à défiler le 28 juin 1992 à la Gay pride de Los Angeles, avec son ami l'acteur Dick Sargent (en lui apportant son soutien, lorsque celui-ci révèle son homosexualité).
Vivant toujours avec Robert Foxworth en 1992, on lui demande pourquoi ils ne sont pas mariés. Elle répond : « Je connais beaucoup de couples qui vivent ensemble et qui dès qu’ils ont des papiers se séparent »[réf. nécessaire]. Ils se marient cette même année, au cours d'une cérémonie privée et sans annonce publique.
L'actrice fait son retour à la télévision en 1990 avec Tendre Choc (Face to Face), qu'elle tourne en Afrique pendant plusieurs mois avec son conjoint Robert Foxworth. Elle tourne par la suite Les Péchés d'une mère (Sins of the Mother, 1991), avec Dale Midkiff dans le rôle de son fils, État de peur (With Murder in Mind, 1992) pour une troisième fois avec Robert Foxworth, puis enregistre deux cassettes audios des romans érotiques d'Anne Rice, Les Infortunes de la belle au bois dormant.
En 1993, elle tourne Black Widow Murder: The Blanche Tyler Moore Story, et en 1994 The Corpse Had a Familiar Face.

### Mort
En 1995, sur le tournage de Deadline for Murder: from the Files of Edna Buchanan, le pilote pour une série télévisée projetée, Elizabeth Montgomery tombe malade et refuse d'arrêter la production. Au début de 1995, elle apprend qu'elle est atteinte d'un cancer du côlon. Elle meurt le 18 mai 1995, dans sa villa de Beverly Hills, à l'âge de 62 ans.

### Vie privée
Elizabeth Montgomery a été mariée quatre fois :
- avec Frederic Camman (27 mars 1954), divorcés en 1956 ;
- avec l'acteur Gig Young (28 décembre 1956), divorcés en 1963 ;
- avec le réalisateur William Asher (26 octobre 1963) ; ils ont trois enfants : William (1964), Robert (1965) et Rebecca (1969) ; ils divorcent en 1973 ;
- avec l'acteur Robert Foxworth (28 janvier 1993-18 mai 1995) jusqu'à la mort d'Elizabeth.

## Filmographie

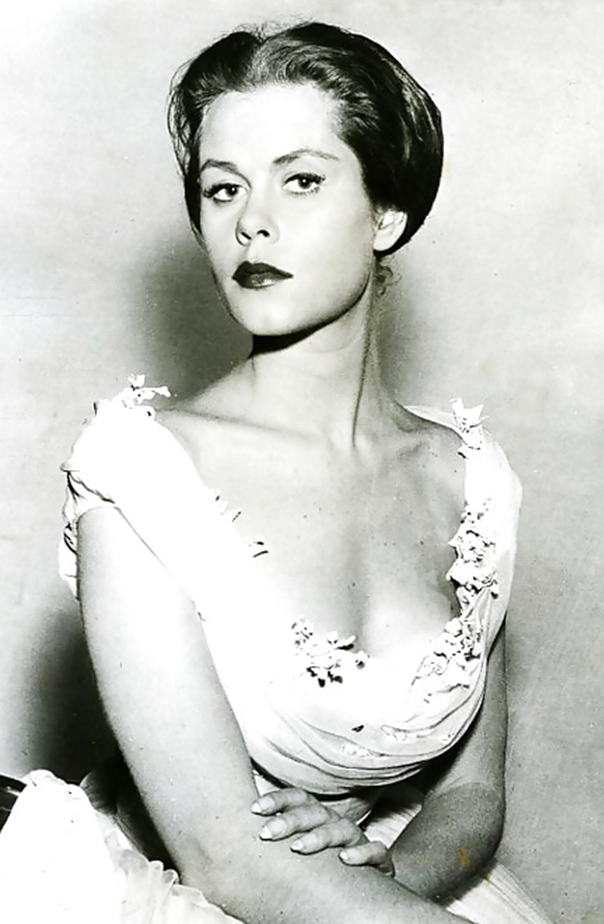
Photo publicitaire d'Elizabeth Montgomery pour un épisode de One Step Beyond, (1960).

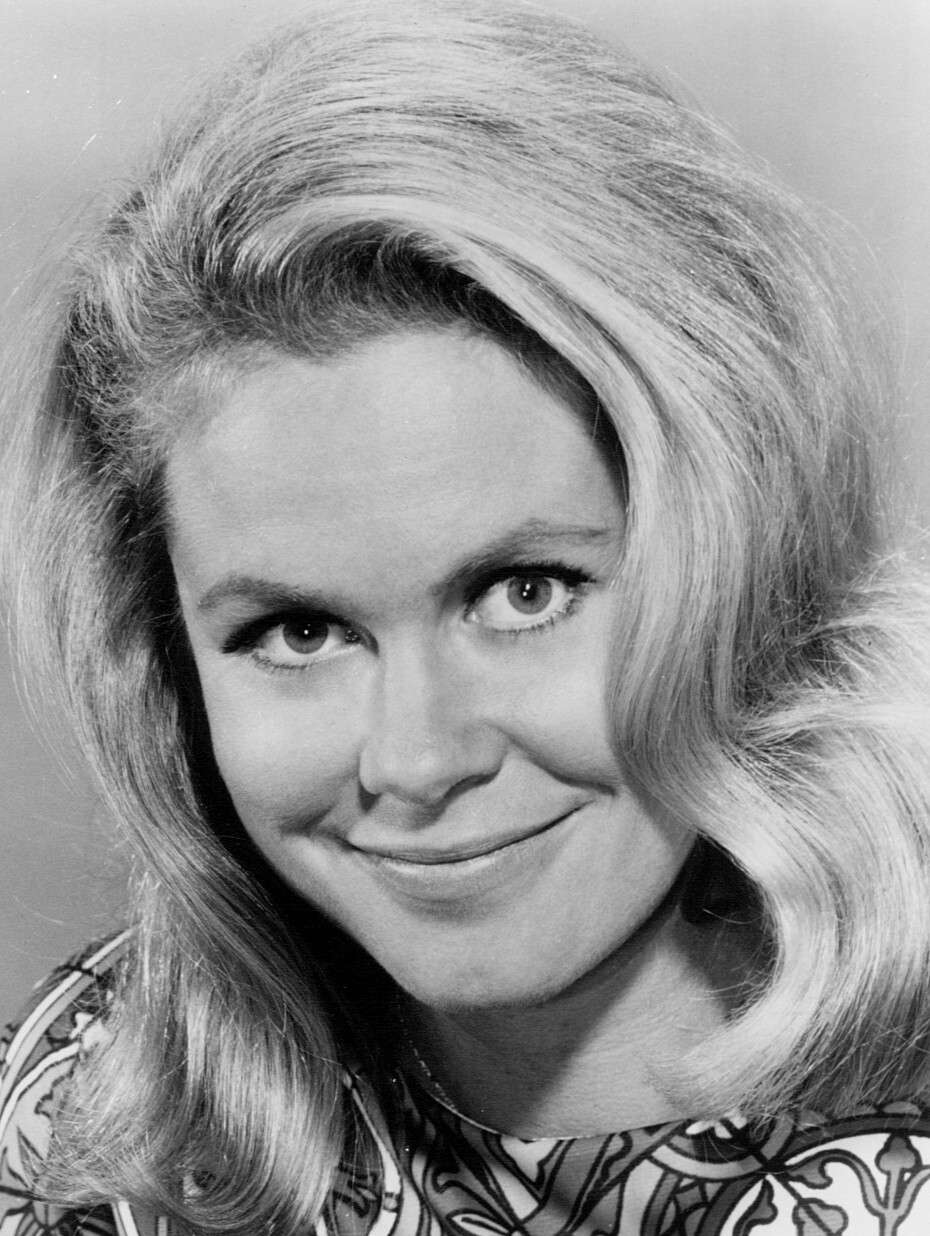
Elizabeth Montgomery en 1967.

### Cinéma
- 1955 : Condamné au silence d'Otto Preminger : Margaret Lansdowne
- 1960 : Un numéro du tonnerre de Vincente Minnelli : une jeune femme lisant un livre (non créditée)
- 1963 : La Revanche du Sicilien de William Asher : Darien « Dare » Guiness
- 1963 : Mercredi soir, 9 heures... : Mellisa Morris
- 1964 : Bikini Beach de William Asher : Yvonne, la dame de Bug (voix, non créditée)
- 1965 : How to Stuff a Wild Bikini de William Asher : la fille de Bwana, la reine des sorcières (non créditée)

### Télévision
- 1951-1956 : Robert Montgomery Presents (en) (31 épisodes)
- 1953-1954 : Armstrong Circle Theatre (4 épisodes)
- 1954-1956 : Kraft Television Theatre (en) (9 épisodes)
- 1955-1956 : Appointment with Adventure (1 épisode)
- 1955-1957 : Studio One (3 épisodes) :
  - « Summer Pavillon » (saison 8, épisode 33) : Helen Durand
  - « The Drop of a Hat » (saison 9, épisode 33) : Maggie, la secrétaire
  - « A Dead Ringer » (saison 7, épisode 23) : Marcia Loring Adams
- 1956 : Warner Bros. Presents (saison 1, épisode 23, « Siege ») : Laura Woodruff
- 1956 : Climax! (saison 2, épisode 31, « The Shadow of Evil ») : Betsy
- 1958 : Playhouse 90 (saison 2, épisode 31, « Bitter Heritage ») : Mary Brecker
- 1958 : Suspicion (saison 1, épisode 32, « The Velvet Vault ») : Ellen
- 1958 : DuPont Show of the Month (en) (saison 2, épisode 1, « Harvey ») : Miss Kelly
- 1958 : Cimarron City (en) (saison 1, épisode 6, « Hired Hand ») : Ellen Wilson
- 1958 : Alfred Hitchcock présente (saison 4, épisode 7, « Man with a Problem ») : Karen Adams
- 1959 : Letter to Loretta (en) (saison 6, épisode 20, « Marriage Crisis ») : Millie
- 1959 : The Third Man (saison 1, épisode 15, « A Man Takes a Trip ») : Lorraine Borka
- 1959 : Riverboat (en) (saison 1, épisode 2, « The Barrier ») : Abigail Carruthers
- 1959 : Johnny Staccato (saison 1, épisode 10, « Tempted ») : Fay Linn Benton
- 1959 : La Grande Caravane (saison 3, épisode 11, « The Vittorio Bottecelli Story ») : Julie Crail
- 1960 : The Tab Hunter Show (saison 1, épisode 2, « For Money or Love ») : Hilary Fairfield
- 1960 : One Step Beyond (saison 3, épisode 3, « The Death Waltz ») : Lillie Clarke
- 1961 : Les Incorruptibles (saison 2, épisode 1, « The Rusty Heller Story ») : Rusty Heller
- 1961  : La Quatrième Dimension (saison 3, épisode 1, « Deux », Two) : la femme
- 1961  : Theatre '62 (en) (saison 1, épisode 1, « The Spiral Staircase ») : Helen Warren
- 1961  : Thriller (saison 2, épisode 6, « Masquerade ») : Rosamond Denham
- 1961  : Frontier Circus (en) (saison 1, épisode 6, « Karina ») : Karina Andrews
- 1962 : Échec et Mat (saison 2, épisode 13, « The Star System ») : Vicki Page
- 1962  : Alcoa Premiere (en) (saison 2, épisode 5, « Mr. Lucifer ») : Iris Hecate
- 1963 : Saints and Sinners (saison 1, épisode 14, « The Home-Coming Bit ») : Eadie Donelli
- 1963  : Boston Terrier (téléfilm) : Millie Curtain
- 1963  : Rawhide (saison 6, épisode 3, « Incident at El Crucero ») : Rose Cornelius
- 1963  : 77 Sunset Strip (saison 6, épisode 6, « White Lie ») : Charlotte Delaville
- 1963  : The Eleventh Hour (en) (saison 2, épisode 6, « The Bronze Locust ») : Polly Saunders
- 1963-1964 : L'Homme à la Rolls (2 épisodes) :
  - « Qui a tué M. X ? » (« Who Killed Mr. X? », saison 1, épisode 2) : Stacey Evans
  - « Qui a tué Son Altesse royale ? » (« Who Killed His Royal Highness? », saison 1, épisode 21) : Smitty

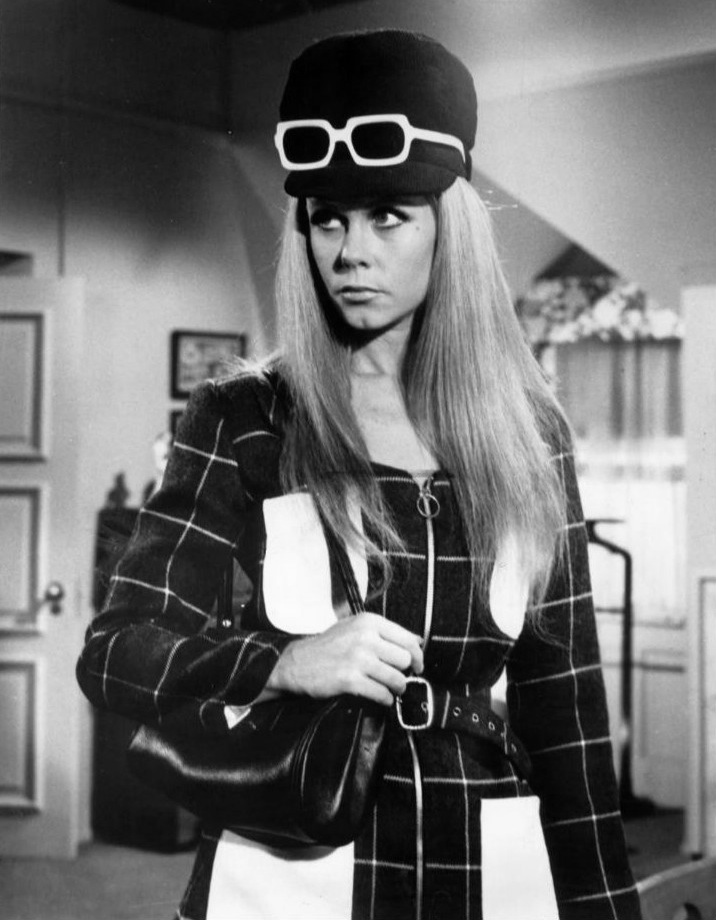
Dans la série Ma sorcière bien-aimée (1968).

- 1964-1972 : Ma sorcière bien-aimée (254 épisodes) : Samantha Stevens / cousine Serena
- 1965 : Les Pierrafeu (saison 6, épisode 6, « Samantha ») : Samantha Stephens (voix)
- 1972 : Qui a tué Susan ? (The Victim) : Kate Wainwright
- 1973 : Marquée par le destin (Mrs. Sundance) : Etta Place
- 1974 : Une affaire de viol (A Case of Rape (en)) : Ellen Harrod
- 1975 : La Légende de Lizzie Borden : Lizzie Borden
- 1976 : Victoire sur la nuit (Dark Victory) : Katherine Merrill
- 1977 : A Killing Affair : Vikki Eaton
- 1978 : The Awakening Land (en) : Sayward Luckett Wheeler
- 1979 : Jennifer (Jennifer, A Woman's Story) : Jennifer Prince
- 1979 : Violence dans la ville (Act of Violence) : Catherine McSweeney
- 1980 : Belle Starr : Belle Starr
- 1981 : La vie est un cirque (en) (When the Circus Came to Town) : Mary Flynn
- 1982 : The Rules of Marriage : Joan Hagen
- 1983 : Pièces à conviction (Missing Pieces) : Sara Scott
- 1984 : Emma (en) (Second Sight: A Love Story) : Alaxandra McKay
- 1985 : Meurtre au crépuscule : Daisy Daws
- 1986 : Between the Darkness and the Dawn : Abigail Foster
- 1988 : Coverup: Behind the Iran-Contra Affair : narratrice
- 1990 : Tendre Choc (Face to Face) : docteur Diana Firestone
- 1991 : Les Péchés d'une mère (Sins of the Mother) : Ruth Coe
- 1992 : Danger extrême (With Murder in Mind) : Gayle Wolfer
- 1993 : The Panama Deception : narratrice
- 1993 : Black Widow Murders: The Blanche Taylor Moore Story : Blanche Taylor Moore
- 1994 : The Corpse Had A Familiar Face : Edna Buchanan
- 1995 : Meurtres en série : Edna Buchanan

## Distinctions

### Récompense
- 1954 : Theatre World Award pour son interprétation du rôle de Janet Colby dans Late Love de Rosemary Casey.
- 2004 : TV Land Awards de la meilleure actrice ayant joué un rôle surnaturel à la télévision dans une série télévisée dramatique pour Ma sorcière bien-aimée (1964-1972).

### Nominations
Golden Globes :
- Golden Globes 1965 : Golden Globe de la meilleure actrice dans une série télévisée dramatique pour Ma sorcière bien-aimée (1964-1972).
- Golden Globes 1966 : Golden Globe de la meilleure actrice dans une série télévisée dramatique pour Ma sorcière bien-aimée (1964-1972).
- Golden Globes 1968 : Golden Globe de la meilleure actrice dans une série télévisée dramatique pour Ma sorcière bien-aimée (1964-1972).
- Golden Globes 1971 : Golden Globe de la meilleure actrice dans une série télévisée dramatique pour Ma sorcière bien-aimée (1964-1972).

Primetime Emmy Awards :
- Primetime Emmy Awards 1961 : Meilleure actrice dans une série télévisée dramatique pour Les Incorruptibles (1958-1963)..
- Primetime Emmy Awards 1966 : Meilleure actrice dans une série télévisée comique pour Ma sorcière bien-aimée (1964-1972).
- Primetime Emmy Awards 1967 : Meilleure actrice dans une série télévisée comique pour Ma sorcière bien-aimée (1964-1972).
- Primetime Emmy Awards 1968 : Meilleure actrice dans une série télévisée comique pour Ma sorcière bien-aimée (1964-1972).
- Primetime Emmy Awards 1969 : Meilleure actrice dans une série télévisée comique pour Ma sorcière bien-aimée (1964-1972).
- Primetime Emmy Awards 1970 : Meilleure actrice dans une série télévisée comique pour Ma sorcière bien-aimée (1964-1972).
- Primetime Emmy Awards 1974 : Meilleure actrice dans une mini-série ou un téléfilm pour Une affaire de viol (en) (1974).
- Primetime Emmy Awards 1975 : Meilleure actrice dans une mini-série ou un téléfilm pour La Légende de Lizzie Borden (1975).
- Primetime Emmy Awards 1978 : Meilleure actrice dans une mini-série ou un téléfilm pour The Awakening Land (en) (1978).

Autre :
- 2003 : TV Land Awards de la « Meilleure actrice ayant joué un double rôle à la télévision » (Samantha et Serena) dans une série télévisée dramatique pour Ma sorcière bien-aimée (1964-1972).

### Hommages

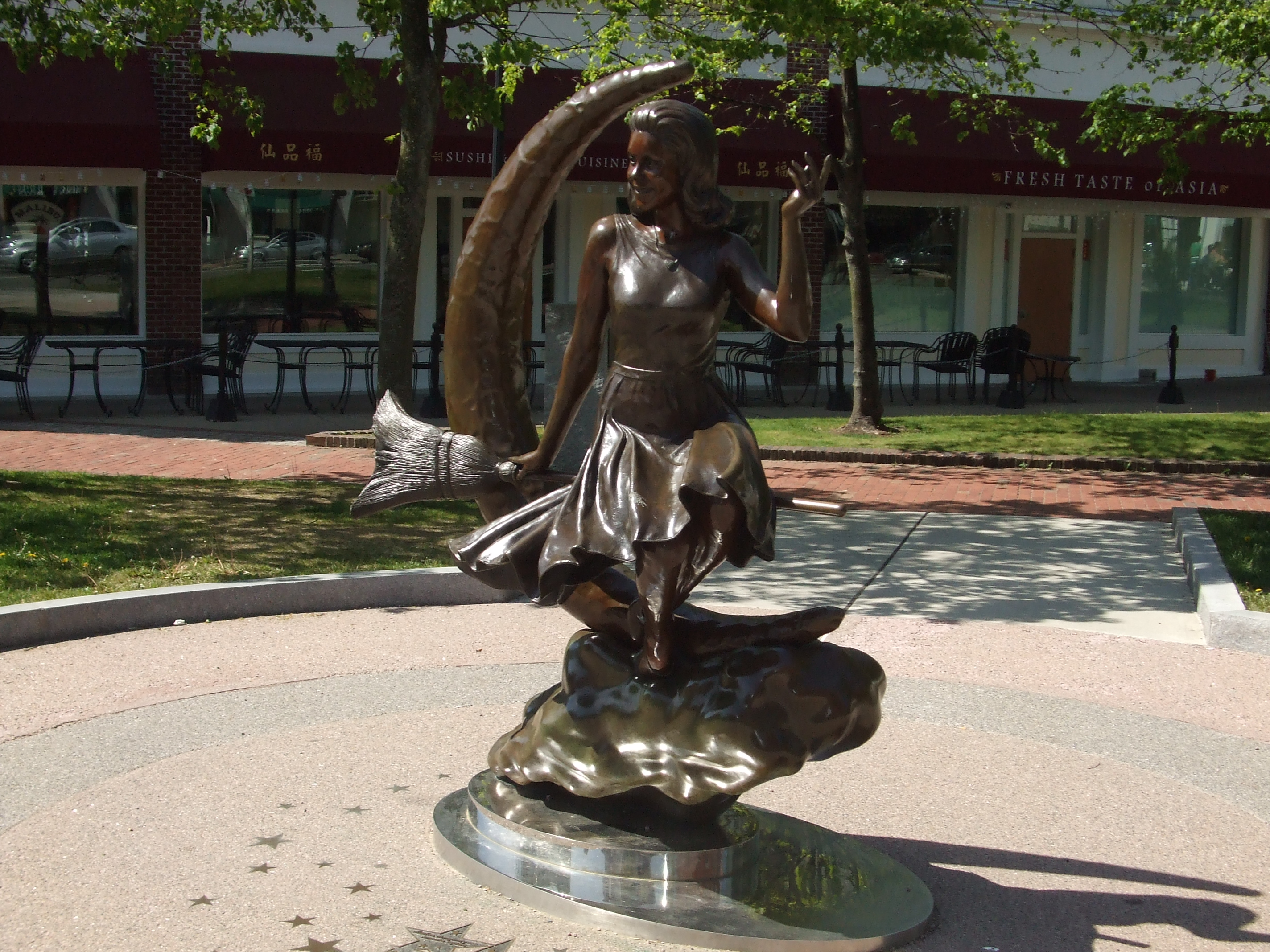
Statue en bronze d'Elizabeth Montgomery en tant que Samantha Stephens, à Salem (Massachusetts).

Le 4 janvier 2008, Elizabeth Montgomery reçoit à titre posthume son étoile sur le Hollywood Walk of Fame, au 6533, Hollywood Boulevard.
Une statue en bronze la représentant en « Sorcière bien-aimée », juchée sur un balai, orne une place publique à Salem, Massachusetts.

## Dans la culture populaire
En 2005, l'actrice Nicole Kidman reprend le rôle de Samantha interprétée par Elizabeth Montgomery dans le film Ma sorcière bien-aimée (Bewitched), réalisé par Nora Ephron.